# San Mauro Torinese
San Mauro Torinese és un municipi italià, situat a la regió de Piemont i a la ciutat metropolitana de Torí. L'any 2004 tenia 18.367 habitants.

## Fills il·lustres
- Luigi Alberto Villanis (1863-1906) literat, musicògraf i compositor.